# Campeonato Mundial de Atletismo Sub-20 de 2021 - Revezamento 4x100 m masculino
A prova do revezamento 4 x 100 metros masculino do Campeonato Mundial de Atletismo Sub-20 de 2021 ocorreu entre os dias 21 e 22 de agosto de 2021 no Centro Esportivo Internacional Moi, em Nairóbi, no Quênia. 

## Recordes
Antes desta competição, os recordes mundiais e do campeonato nesta prova eram os seguintes:
|       | Nacionalidade  | Tempo | Local       | Data                |
| ----- | -------------- | ----- | ----------- | ------------------- |
| WU20R | Estados Unidos | 38.62 | San José    | 20 de julho de 2019 |
| CR    | Estados Unidos | 38.66 | Grosseto    | 18 de julho de 2004 |
| WU20L | África do Sul  | 38.90 | Chula Vista | 24 de abril de 2021 |

Os seguintes recordes mundiais ou do campeonato foram estabelecidos durante esta competição: 
| Data         | Evento | Nome                                                                        | Nacionalidade | Tempo | Notas  |
| ------------ | ------ | --------------------------------------------------------------------------- | ------------- | ----- | ------ |
| 22 de agosto | Final  | Mihlali Xhotyen Sinesipho Dambile Letlhogonolo Moleyane Benjamin Richardson | África do Sul | 38.51 | WU20R, |

## Medalhistas
| Ouro | Prata                                                                          | Bronze                                                                      |
| África do Sul · Mihlali Xhotyen · Sinesipho Dambile · Letlhogonolo Moleyane · Benjamin Richardson · Henru Olivier[a] · Bradley Oliphant[a] | Jamaica · Alexavier Monfries · Bryan Levell · Andrew Gilipps · Sandrey Davison | Polónia · Dominik Łuczynski · Patryk Krupa · Jakub Pietrusa · Oliwer Wdowik |

a  Atletas que participaram apenas nas eliminatórias e receberam medalhas.

## Cronograma
Todos os horários são locais (UTC+3).  
| Data         | Hora  | Evento  |
| ------------ | ----- | ------- |
| 21 de agosto | 12:40 | Bateria |
| 22 de agosto | 16:45 | Final   |

## Resultados

### Bateria
Qualificação: Os 3 primeiros de cada bateria (Q) e os 2 tempos mais rápidos (q). 
| Posição | Bateria | Nacionalidade  | Atletas                                                                                          | Tempo | Notas    |
| ------- | ------- | -------------- | ------------------------------------------------------------------------------------------------ | ----- | -------- |
| 1       | 1       | Polónia        | Dominik Łuczynski Patryk Krupa Jakub Pietrusa Oliwer Wdowik                                      | 38.93 | Q, AU20R |
| 2       | 1       | Jamaica        | Alexavier Monfries Bryan Levell Andrew Gilipps Sandrey Davison                                   | 39.00 | Q,       |
| 3       | 2       | África do Sul  | Mihlali Xhotyen Henru Olivier Letlhogonolo Moleyane Bradley Oliphant                             | 39.33 | Q, AU20R |
| 4       | 1       | Nigéria        | Kingsley Emeka Unorji Ogheneovo Nicholas Mabilo Adekalu Nicholas Fakorede Godson Oke Oghenebrume | 39.33 | Q, NU20R |
| 5       | 2       | Itália         | Angelo Ulisse Matteo Melluzzo Filippo Cappelletti Lorenzo Ndele Simonelli                        | 39.56 | Q,       |
| 6       | 1       | Colômbia       | Néider Abello John Paredes Jhon Andrés Berrío Carlos Flórez Angulo                               | 40.04 | q, NU20R |
| 7       | 2       | Grécia         | Konstantinos Milios Ioannis Kariofyllis Ioannis Granitsiotis Nikolaos Panagiotopoulos            | 40.13 | Q, NU20R |
| 8       | 2       | Arábia Saudita | Nasser Mahmoud Mohammed Ali Ahmed Ali Sultan Kaabi Anbar Jamaan Al-Zahrani                       | 40.40 | q,       |
| 9       | 1       | Essuatíni      | Lihle Gininindza Ayanda Malaza Bongumenzi Mbingo Lwazi Menziwokuhle Msibi                        | 41.34 | NU20R    |
| 10      | 1       | Finlândia      | Eino Vuori Arttu Peltola Niko Kangasoja Alexander Björkgren                                      | 50.88 |          |
| 11      | 2       | Botswana       | Allison Kenosi Jayson Mandoze Godiraone Lobatlamang Tumo Stagato Lesesere                        | DSQ   | TR16.8   |
| 11      | 2       | Equador        | Alan Minda Katriel Angulo Miguel Ángel Maldonado Steeven Salas                                   | DSQ   | TR16.8   |
| 11      | 2       | Brasil         | Hygor Gabriel Bezerra Izaias Alves Igor Clemente Medeiros Renan Correa                           | DSQ   | TR17.3.1 |
| 11      | 1       | Catar          | Nayef Mubarak Al-Rashidi Oumar Abakar Mahamat Zakaria Khalid Amar Ebed                           | DSQ   | TR17.3.1 |

### Final
A prova final foi realizada no dia 22 de agosto às 16:46. 
| Posição           | Raia | Nacionalidade  | Atletas                                                                                     | Tempo | Notas  |
| ----------------- | ---- | -------------- | ------------------------------------------------------------------------------------------- | ----- | ------ |
| Medalha de ouro   | 3    | África do Sul  | Mihlali Xhotyen Sinesipho Dambile Letlhogonolo Moleyane Benjamin Richardson                 | 38.51 | WU20R, |
| Medalha de prata  | 6    | Jamaica        | Alexavier Monfries Bryan Levell Andrew Gilipps Sandrey Davison                              | 38.61 | AU20R  |
| Medalha de bronze | 5    | Polónia        | Dominik Łuczynski Patryk Krupa Jakub Pietrusa Oliwer Wdowik                                 | 38.90 | AU20R  |
| 4                 | 4    | Itália         | Angelo Ulisse Matteo Melluzzo Filippo Cappelletti Lorenzo Simonelli                         | 39.28 | NU20R  |
| 5                 | 1    | Colômbia       | Néider Abello John Paredes Jhon Berrío Carlos Flórez Angulo                                 | 40.00 | NU20R  |
| 6                 | 7    | Grécia         | Konstantinos Milios Ioannis Kariofyllis Ioannis Granitsiotis Nikolaos Panagiotopoulos       | 40.07 | NU20R  |
| 7                 | 8    | Nigéria        | Adekalu Nicholas Fakorede Ogheneovo Nicholas Mabilo Udodi Onwuzurike Godson Oke Oghenebrume | DNF   |        |
| 8                 | 2    | Arábia Saudita | Nasser Mahmoud Mohammed Ali Ahmed Ali Sultan Kaabi Anbar Jamaan Al-Zahrani                  | DSQ   | TR24.7 |

Legenda
| Recorde mundial       | Recorde mundial (World record)               |                       | Recorde africano                      | Recorde africano (African) |                                           | Q | Classificado por posição (Qualified) |
| Recorde do campeonato | Recorde do campeonato (Championship record)  | Recorde da América    | Recorde da América (Americas)         | q                          | Classificado por melhor tempo (Qualified) |   |                                      |
| Melhor marca do ano   | Melhor marca do ano (World leading)          | Recorde asiático      | Recorde asiático (Asian)              | DNS                        | Não largou (Did not start)                |   |                                      |
| Recorde nacional      | Recorde nacional (National record)           | Recorde europeu       | Recorde europeu (European)            | DNF                        | Não terminou (Did not finish)             |   |                                      |
| Recorde pessoal       | Recorde pessoal do atleta (Personal best)    | Recorde da Oceania    | Recorde da Oceania (Oceania)          | DSQ / DQ                   | Desclassificado (Disqualified)            |   |                                      |
| Recorde da temporada  | Recorde da temporada do atleta (Season best) | Recorde sul-americano | Recorde sul-americano (South America) | NM                         | Sem marca (No mark)                       |   |                                      |